# Llenguatge de programació de tercera generació
Un llenguatge de programació de tercera generació (3GL) és un llenguatge de programació informàtic d'alt nivell que tendeix a ser més independent de la màquina i fàcil de programar que el codi màquina dels llenguatges de primera generació i ensamblador de la segona generació, tot i que té un enfocament menys específic a la quarta i cinquena generació. Exemples de llenguatges de programació de tercera generació comuns i històrics són ALGOL, BASIC, C, COBOL, Fortran, Java i Pascal.

## Característiques
Els 3GL són molt més independents de la màquina i més fàcils de programar. Això inclou funcions com ara un suport millorat per a tipus de dades agregades i expressar conceptes d'una manera que afavoreixi el programador, no l'ordinador. Un llenguatge de tercera generació millora respecte a un llenguatge de segona generació perquè l'ordinador s'ocupa dels detalls no essencials. Els 3GL són més abstractes que les generacions anteriors d'idiomes i, per tant, es poden considerar llenguatges de nivell superior que els seus homòlegs de primera i segona generació. Introduïts per primera vegada a finals de la dècada de 1950, Fortran, ALGOL i COBOL són exemples dels primers 3GL.
Els llenguatges de propòsit general més populars avui en dia, com ara C, C++, C#, Java, BASIC i Pascal, també són llenguatges de tercera generació, tot i que cadascun d'aquests llenguatges es pot subdividir encara més en altres categories basades en altres trets contemporanis. La majoria dels 3GL admeten programació estructurada. Molts admeten la programació orientada a objectes. Trets com aquests s'utilitzen més sovint per descriure un llenguatge en lloc de ser només un 3GL.
Un llenguatge de programació com C, FORTRAN o Pascal permet a un programador escriure programes més o menys independents d'un tipus d'ordinador particular. Aquests llenguatges es consideren d'alt nivell perquè estan més a prop dels llenguatges humans i més allunyats dels llenguatges de màquina i, per tant, requereixen compilació o interpretació. En canvi, els llenguatges de màquina es consideren de baix nivell perquè estan dissenyats i executats per maquinari físic sense necessitat de traduccions addicionals.
El principal avantatge dels idiomes d'alt nivell respecte als idiomes de baix nivell és que són més fàcils de llegir, escriure i mantenir. En última instància, els programes escrits en un llenguatge d'alt nivell han de ser traduïts al llenguatge màquina per un compilador o directament al comportament per un intèrpret.
Aquests programes podien executar-se en màquines diferents (són portàtils) de manera que eren independents de la màquina. Tanmateix, a mesura que s'han desenvolupat nous llenguatges més abstractes, el concepte de llenguatges d'alt i baix nivell s'ha tornat bastant relatiu. Molts dels primers llenguatges d'"alt nivell" ara es consideren de nivell relativament baix en comparació amb llenguatges com Python, Ruby i Common Lisp, que tenen algunes característiques dels llenguatges de programació de quarta generació i s'anomenaven llenguatges de programació de molt alt nivell. a la dècada de 1990.